# Port lotniczy Niżny Nowogród-Strigino
Port lotniczy Niżny Nowogród-Strigino (ros. Международный аэропорт Нижний Новгород-Стригино) (IATA: GOJ, ICAO: UWGG) – międzynarodowy port lotniczy położony 14 km na południowy zachód od centrum Niżnego Nowogrodu, w obwodzie niżnonowgorodzkim, w Rosji. Port lotniczy został otwarty w 1936.

## Linie lotnicze i połączenia
| Linia lotnicza              | Kierunek                                                                   |
| --------------------------- | -------------------------------------------------------------------------- |
| Aerofłot                    | 1. Antalya 2. Moskwa-Szeremietiewo 3. Soczi                                |
| AlMasria Universal Airlines | Sezonowe czartery: 1. Szarm el-Szejk                                       |
| AZIMUT                      | 1. Mineralne Wody 2. Saratów-Gagarin 3. Wołgograd                          |
| Azur Air                    | Sezonowe czartery: 1. Antalya 2. Hurghada 3. Szarm el-Szejk                |
| Corendon Airlines           | Sezonowe czartery: 1. Antalya                                              |
| Ikar                        | 1. Mineralne Wody 2. Mińsk 3. Murmańsk 4. Ufa                              |
| NordStar                    | Sezonowo: 1. Norylsk 2. Soczi                                              |
| Nordwind Airlines           | 1. Królewiec 2. Machaczkała 3. Soczi                                       |
| Red Wings                   | 1. Antalya 2. Czelabińsk 3. Stambuł 4. Samara 5. Jekaterynburg 6. Erywań   |
| Rossija                     | 1. Moskwa-Szeremietiewo 2. Sankt Petersburg Sezonowe czartery: 1. Hurghada |
| S7 Airlines                 | 1. Nowosybirsk                                                             |
| Shirak Avia                 | 1. Erywań                                                                  |
| Smartavia                   | 1. Sankt Petersburg 2. Soczi                                               |
| UVT Aero                    | 1. Astrachań 2. Kazań 3. Tomsk                                             |
| Uzbekistan Airways          | 1. Taszkent                                                                |